# بخش پوچو
بخش پوچو (به اسپانیایی: Departamento Pocho) یک منطقهٔ مسکونی در آرژانتین است که در استان کوردوبا، آرژانتین واقع شده‌است. بخش پوچو ۳٬۲۰۷ کیلومتر مربع مساحت و ۵٬۱۳۲ نفر جمعیت دارد.